# Faculdade Teológica Takamoa
A Faculdade Teológica Takamoa é uma escola bíblica localizada em Rarotonga, Ilhas Cook. Foi fundada pelo famoso missionário  congregacional Aaron Buzacott (1800-1864). A faculdade prepara pastores para a Igreja Cristã das Ilhas Cook. Possui 23 unidades nas Ilhas Cook, além de 20 na Nova Zelândia e 12 na Austrália, sendo a mais antiga instituição de ensino das ilhas.